# Körvel (krydda)
Körvel [ɕœrvεl] är en mild krydda från blad av dansk körvel, en ettårig växt, eller blad och frön av spansk körvel, en flerårig växt. Som krydda finns körvel såväl färsk som torkad men det framgår inte alltid om det är dansk eller spansk körvel som avses.

## Beskrivning
Smaken hos såväl dansk körvel, Anthriscus cerefolium (L.) Hoffm. som spansk körvel, Myrrhis odorata (L.) Scop. påminner om lakrits eller anis.

## Användning
Körvel används som smaksättare i bland annat sprit, soppa, sås, sallad samt i fisk-, kyckling- och äggrätter.
Blad av körvel kan ersätta socker vid diabetes.

## Källhänvisningar
1. ↑  ”Dabas Livsmedelsdatabas - Körvel”. https://www.dabas.com/productsheet/07301002402131. Läst 2 januari 2021.
2. ↑  ”Svegro - Körvel”. http://svegro.se/produkter/orter/korvel/. Läst 2 januari 2021.
3. ↑  ”Kockens - Körvel”. https://kockens.se/produkter/korvel/. Läst 2 januari 2021.
4. ↑  ”Santa Maria - Körvel”. https://www.santamariaworld.com/se/produkter/korvel/. Läst 2 januari 2021.
5. ↑  ”Körvel”. Alternativ.nu. Arkiverad från originalet den 2 april 2015. https://web.archive.org/web/20150402100621/http://handbok.alternativ.nu/Odling/Kryddor_och_%C3%B6rter/%C3%96rtlista/K%C3%B6rvel_%2F%2F_dansk_k%C3%B6rvel. Läst 31 mars 2015.
6. ↑  Christine Grey-Wilson & Jill Coombs: Kryddväxter & Läkeörter, Norstedts Förlag AB, Stockholm 1997 ISBN 91-1-970571-9